# Swagger Jagger
«Swagger Jagger» — первый сингл английской певицы Шер Ллойд из её дебютного студийного альбома Sticks + Stones, выпущенного 29 июля 2011 года в Великобритании.

## Предыстория
Впервые песня «Swagger Jagger» транслировалась 20 июня 2011 года.
15 июня 2011 года песня просочилась в сеть, но позже через аккаунт Ллойд в Твиттере было подтверждено, что данная версия является демозаписью.

## Отзывы критиков
В основном, песня получила негативные отзывы от музыкальных критиков.

## Позиции в чартах
«Swagger Jagger» дебютировал под #1 в британском чарте UK Singles Chart. По состоянию на 16 декабря 2011 года, продажи сингла в Великобритании превысили 200,000 копий. В Ирландии сингл расположился под #4 в Irish Singles Chart. В чарте Нидерландов Mega Top 100 «Swagger Jagger» дебютировал под #79.

## Список композиций
- US digital EP[4]

1. «Swagger Jagger» — 3:14
2. «Swagger Jagger» (HyGrade Club Mix) — 3:32
3. «Swagger Jagger» (Wideboys Radio Edit) — 3:03
4. «Swagger Jagger» (Dillon Francis Remix) — 5:06
5. «Swagger Jagger» (Eyes Remix) — 4:27

- UK CD single[5]

1. «Swagger Jagger» — 3:12
2. «Swagger Jagger» (HyGrade Radio Mix) — 3:35

- US digital download[5]

1. «Swagger Jagger» — 3:12

## Чарты
| Чарт (2011)                     | Высшая позиция |
| ------------------------------- | -------------- |
| Бельгия/Фландрия (Ultratop 50)  | 43             |
| Ирландия (IRMA)                 | 2              |
| Japan (Billboard Japan Hot 100) | 5              |
| Нидерланды (Single Top 100)     | 60             |
| Шотландия (OCC Scotland)        | 1              |
| Великобритания (OCC UK Singles) | 1              |

## История релиза
| Страна         | Дата           | Формат               |
| -------------- | -------------- | -------------------- |
| Ирландия       | 29 июля 2011   | Цифровая дистрибуция |
| Великобритания | 31 июля 2011   | Цифровая дистрибуция |
| Великобритания | 31 июля 2011   | Цифровая дистрибуция |
| 1 августа 2011 | CD-сингл       |                      |
| 1 августа 2011 | США            | Цифровая дистрибуция |
| Австралия      | 2 августа 2011 | Цифровая дистрибуция |